# John Fleming (personaggio)
John Fleming è un personaggio televisivo co-protagonista della miniserie televisiva britannica del 1961 A for Andromeda, del sequel, dei remake e dei romanzi da essa tratti, scritti da Fred Hoyle e John Elliot.

## Storia
Il dottor John Fleming è un fisico britannico, specialista di cibernetica, dotato di grande genialità ed inventiva, ma dotato di un temperamento ribelle, che lo rende inviso alle autorità politiche e militari, sia britanniche che americane, soprattutto in considerazione del suo passato politico, che ha compreso sia la partecipazione a manifestazioni anti NATO che la disobbedienza civile, accompagnate da un aperto pensiero orientato verso il disarmo nucleare.
Egli è un allievo del professor Ernest Reinhart, direttore dell'osservatorio sito a Bouldershaw Fell, e dal quale viene incaricato, insieme all'ingegner Dennis Bridger, suo amico e compagno di università, di progettare e di realizzare un nuovo e potente radiotelescopio. Un segnale proveniente dalla galassia di Andromeda ricevuto la sera prima dell'inaugurazione tuttavia, lo induce ad analizzarlo, scoprendo che questo comprende sia il progetto di un "super calcolatore", un computer criogenico incapsulato tra pareti di vetro capace di lavorare a altissima velocità e ad elaborare enormi quantità di dati, che un programma da immettervi una volta costruito.
L'entusiasmo dello scienziato per il nuovo progetto lo porta ad accettare l'idea di trasferirsi, insieme alla sua équipe, alla quale è stata aggregata anche la nuova addetta stampa, Judy Adamson, con la quale inizia una relazione, in una base missilistica sita nel nord della Scozia, nei pressi della cittadina di Thorness, ma gli eventi che seguono nei mesi successivi turbano profondamente sia i suoi sentimenti che la sua coscienza: l'aggressione e successivamente la misteriosa morte di Harris, un tecnico dell'osservatorio, la scoperta del vero ruolo di Judy, agente del servizio segreto con l'incarico di controllare la fuga di notizie, che lo allontaneranno da lei, la morte di Dennis, ucciso da un sicario della Intel, l'organizzazione alla quale passava le notizie sul nuovo calcolatore, la morte di Christine Flemstad, una biologa folgorata dai terminali del calcolatore, e soprattutto il dubbio sempre crescente che il messaggio proveniente da Andromeda, che si rivela essere, oltre al progetto del calcolatore, la "costruzione" di un essere umano, abbia lo scopo di impadronirsi della Terra.
La diffidenza e soprattutto l'ostilità verso il calcolatore aumentano ancora di più dopo che questo ha "partorito" Andromeda, una creatura con le sembianze di Christine, che si rivela essere una sorta di appendice del calcolatore e, comprendendo che le sue capacità, unite a quelle della "macchina", hanno reso il paese ormai dipendente da essi ma il suo atteggiamento offrirà ai militari il pretesto per escluderlo da qualsiasi contatto con il calcolatore che egli ha progettato, inibendogli anche l'accesso all'edificio nel quale si trova.
A seguito delle rivelazioni di Andromeda sui veri scopi del calcolatore tenterà con ogni mezzo di fermarli, iniziando tuttavia a provare un sentimento per la creatura della spazio, comprendendone la fragilità del trovarsi sola, in un mondo lontano e diverso dal suo, fino a quando arriverà a distruggerlo, liberando nel contempo la ragazza dalla sua influenza, non riuscendo tuttavia a salvarla, nel momento in cui, una volta divenuta "umana", non riuscirà a superare la paura di vivere suicidandosi.

## Adattamenti e sequel
Il romanzo e lo sceneggiato televisivo britannico, dove John Fleming è interpretato da Peter Halliday, sono stati seguiti dal sequel britannico The Andromeda Breakthrough, sempre interpretato da Peter Halliday, e dallo sceneggiato televisivo italiano del 1972 A come Andromeda, per la regia di Vittorio Cottafavi, dove John Fleming è interpretato da Luigi Vannucchi, mentre nel 2006 è stato realizzato il film tv britannico A for Andromeda, diretto da John Strickland, dove questi è interpretato da Tom Hardy.